# Миркович, Фёдор Яковлевич
Фёдор Яковлевич Миркович (1789—1866) — генерал от инфантерии, Гродненский, Минский и Белостокский генерал-губернатор, Виленский военный губернатор, сенатор.

## Биография
Происходил из дворян Санкт-Петербургской губернии, сын статского советника Якова Степановича Мирковича от брака с Марией Гавриловной урождённой Головой, родился 25 ноября 1789 года.
Образование получил в Пажеском корпусе, из которого выпущен 19 декабря 1809 года подпоручиком в лейб-гвардии Конный полк. С полком Миркович принимал участие в Отечественной войне 1812 года и за отличие под Бородиным награждён орденом св. Владимира 4-й степени с бантом, здесь он был ранен ядром в бедро.
Проведя в Санкт-Петербурге на излечении более года, Миркович только поздней осенью 1813 года присоединился к полку и перешёл с ним через Рейн; затем участвовал в сражениях под Бриенном и Фер-Шампепуазом; за это последнее дело он 13 марта 1814 года был награждён золотой саблей с надписью «За храбрость». Эту кампанию Миркович закончил под Парижем, участвуя в штурме Монмартрских высот.
Масон, член петербургской ложи «Соединённые друзья» и военно-походной ложи «Александра к военной верности».
С производством в полковники 13 ноября 1819 года Миркович был назначен состоять — «за ранами» — по кавалерии, с производством ему жалованья по чину полковника «во уважение усердной службы и полученных в сражении ран».
По открытии в 1828 году кампании против турок, Миркович был назначен состоять по особым поручениям при полномочном председателе Диванов (правительства) княжеств Молдавии и Валахии, и в том же году, с производством 29 сентября в генерал-майоры — исполняющим дела вице-председателя тех же Диванов. За в высшей степени полезную службу на этой должности и многие оказанные услуги Миркович был награждён в 1830 году орденом св. Владимира 3-й степени, в 1832 году — орденами св. Анны 1-й степени и орденом св. Владимира 2-й степени «в воздаяние отличного усердия и трудов по званию Вице-президента Дивана Княжества Молдавии, в особенности же по введению в оном нового преобразования и по исполнению военных потребностей». Сверх того, 25 декабря 1833 года он за беспорочную выслугу 25 лет получил орден св. Георгия 4-й степени (№ 4775 по кавалерскому списку Григоровича — Степанова), а в 1835 году от господаря Молдавского, князя Стурдзы, драгоценную вазу, в знак признательности за его труды на пользу княжества.
В 1840 году, Миркович был назначен директором 2-го Московского кадетского корпуса; 18 апреля того же года он произведён в генерал-лейтенанты. Затем он был Виленским военным губернатором и генерал-губернатором Гродненским, Минским и Белостокским. Во время состояния этой должности, Миркович награждён орденом Белого Орла, золотой, бриллиантами украшенной табакеркой с портретом Его Величества, орденом св. Александра Невского (в 1845 году) и наконец, в 1849 году — алмазными украшениями к последнему ордену; от короля прусского, он получил орден Красного Орла 1-й степени.
В 1850 году Миркович был назначен членом совета и инспектором Военно-учебных заведений и сенатором; 26 ноября 1852 года произведён в генералы от инфантерии. В день пятидесятилетнего юбилея службы, Мирковичу пожалован орден св. Владимира 1-й степени, табакерка с портретом Его Величества и 5451 десятина земли из так называемых «Башкирских участков» Самарской губернии. В 1863 году, по случаю упразднения совета Военно-учебных заведений, Миркович получил назначение членом комитета о раненых с оставлением в звании сенатора; 19 марта 1864 года он был зачислен в лейб-гвардии Конный полк.
Фёдор Яковлевич Миркович скончался 6 мая 1866 года в Санкт-Петербурге, похоронен в Сергиевой пустыни у Голицынской церкви.
После Мирковича остались очень интересные записки; некоторые из них напечатаны в «Русском архиве»: «Дневник 1812 года» (1888) и «Из записок Ф. Я. Мирковича» (1890).

## Семья
4 ноября 1817 года Миркович женился на Марии-Амалии Николаевне Бодиско, дочери Николая Андреевича Бодиско. Их дети:
- Мария (1819—1854) — с 1839 года замужем за полковником Денисом Алексеевичем Демидовым (1813—1876), имели 14 детей (один из них олонецкий губернатор М. Д. Демидов);
- Софья (1820—1831);
- Любовь (1821—1885) — замужем за виленским губернатором Степаном Фёдоровичем Панютиным;
- Екатерина,
- Александра,
- Александр (1834—01.01.1918) — генерал от инфантерии, командир 15-го армейского корпуса;
- Михаил (1836—1891) — генерал-лейтенант, начальник штаба Виленского военного округа;
- Надежда (1839—1888) — замужем за псковским губернатором Валерианом Николаевичем Муравьёвым.